# Ніна (фільм, 1971)
«Ніна» (рос. «Нина») — український радянський фільм знятий на кіностудії імені Олександра Довженка режисером Олексієм Швачком.

## Сюжет
Фільм засновано на реальних подіях. Він розповідає про Героя Радянського Союзу Ніну Сосніну, що очолювала підпільну організацію в місті Малин Житомирської області.

## У ролях
- Ірина Заводська — Ніна Сосніна
- Анатолій Соколовський — Павло Тараскін, підпільник
- Валерій Зубарев — Валентин, підпільник
- Вітольд Янпавліс — лікар
- Валентина Старжинська — Лариса Іванівна
- Іван Дмитрієв — Іван Іванович
- Олена Фещенко — Маша, підпільниця
- Світлана Кондратова — Оксана, підпільниця
- Валентин Костюченков — Костя, підпільник
- Валерій Поета — Володя Харчевський, підпільник
- Віктор Панченко — Ольховський
- Олександр Дудого — Коржик, підпільник
- Анатолій Юрченко — Марченко
- Олег Михайлов — Редель
- Володимир Оберенко — Петер, словацький солдат
- Микола Козленко — словацький капітан
- Василь Фущич — словацький офіцер
- Олександр Толстих — словацький кухар
- Іван Березовський — Мілош
- Катерина Крупєннікова — Ганна Федорівна
- Леонід Бакштаєв — Шульц
- Володимир Волков — Рєпкін
- Валентин Черняк — німецький офіцер
- Олександр Стародуб — Мефодій Гаврилович, командир партизан
- Іван Симоненко — Федір, партизан
- Дмитро Миргородський — німецький солдат
- Валентин Кобас — німецький солдат
- Валентин Грудінін — поліцай

## Прем'єра за кордоном
- 1 червня 1972 — Угорщина[1]

## Цікаві факти
- В СРСР фільм переглянули 21 мільйон разів[2].